# 腐女
腐女是指喜歡男男戀（BL(boyslove)）主題作品的女性。不分性別可通稱腐人類，其中女性居多。腐文化為其構成的次文化。「腐」只是界定一群人愛好的「文藝主題」，喜歡此類作品的人本身可能是任何性別或性向。

## 語源
「腐女子」一詞源自於日语，是由同音的轉化而來。
最早源自有些日本漫畫/作家會將影視動漫創作中擁有深厚羈絆的男性們幻想為一對情侶，創作出不同於現實生活同志的女性向男男戀作品。
因為自覺「把他人單純的友誼扭曲成愛情」這種行為實在沒救，因此自嘲為「腐女子」，意思是：沒救的、腐敗的。
「腐女子」通常只用在腐女之間彼此自嘲，非此族群以「腐女子」稱呼這些女性時,，則可能帶有貶低、蔑視意味的詞彙。在許多地方（包括日本），直接稱呼對方為「腐女」，通常被認為不禮貌。
依此類推，男性稱為「腐男」，（日语：／ Fudanshi）或「腐兄」（／ Fukē），不分性別的通稱是「腐人類」（／）。

## 組成
腐文化有兩大活動：創作和閱讀。在腐文化中，作者和讀者的關係相當緊密，更像是一群同性好友在聊創作，類似同人文化。有些腐女喜歡創作完的成品，但也有非常多人熱衷於「創作」這件事。
對創作者而言，他們偏愛他人作品中的男性角色們之間的友情，進行腦補。他們可以是對手、戰友、兒時玩伴、床伴等關係，最後因為各種天意，促使兩人談了女性喜歡的浪漫戀愛。對創作者而言：羈絆！是腐的一切開端！
而讀者族群，則是支持這些創作者們的忠實粉絲。他們期待創作者建構出一個只存在幻想中的綺麗男男戀世界。
女性讀者佔腐文化中的八成以上，大部份讀者是年輕異性戀女性，創作耽美文類的作家也以異性戀女性居多（和同人女高度重疊），但也有其他背景的參與者，包括男性或女性的同性戀或雙性戀者也在腐文化中佔不小的比例，男異性戀者也存在。有些人認為日本的男同性戀雜誌偏向色情，造成有些男同性戀者更偏好看BL作品。

## 歷史
1960年代的美國發展出寇克/史巴克同人，可能是最早的男同性戀同人創作，也可能是史上閱讀和創作數量最高的主題，是slash 文類的始祖。
1970年代的日本，開始出現主要寫給女性讀者看的男同性戀主題作品。在赫爾曼·黑塞、稻垣足穗、三岛由纪夫、盧契諾·維斯康堤等人的文學背景下出現耽美主題的少女漫畫，並和女性主義結合。至1980年代，耽美主題的June雜誌訂閱人數有8~10萬人，是日本最大男同性戀雜誌Badi的兩倍。同一時間，西方也正在發展的 slash 文類，是一種特別側重描寫男男性愛關係的同人創作，通常用斜線（slash）將兩個發生關係的角色並列，因而得名。
腐文化、特別是腐女文化的興起，一定程度上推進了女性解放與女性覺悟。腐女以男性為欣賞對象，對男性戀情進行文學創作，女性也可以大方的欣賞男性，無意識中她們已經把自己與男性放在平等的地位上。腐女大膽談論男性戀情，討論男性之間的性，進一步提高了女性的性覺悟，使女性在性方面逐漸擺脫從前的被動壓抑，獲得更大的性自由。不少腐女確實是通過加入這個行列更多的了解到了同性戀這個之前很少為人深入了解的現象，她們中的大部分人即使最後不能支持或接受同性戀的性取向，仍然能夠抱以最起碼的理解或了解的態度。這對扭轉社會對同性戀的態度，改變同性戀在社會中所處的地位有一定的幫助。同樣人們對腐文化的了解、腐文化對同性戀的態度可以幫助人們妥善處理次文化與主流文化的關係。
大約2000年，日本才出現用「腐」字來描述這個次文化。
經由《電車男》的轟動引起一般人對御宅族的關心，日本媒體間接注意到腐女族群。2006年，日本出版了多本關於腐女的漫畫和書籍，電視上亦出現介紹腐女的節目；台灣也有娛樂節目製作過腐女專輯。

## 易混淆之概念
隨著「腐女」這個詞更加廣為人知的同時，誤解也不時發生。常見誤解例如：以為腐女是宅在家不出門的女子、腐女等同魚乾女（在外亮麗，在家邋遢）、嫁不出去的女性（詳見《你傷不起的腐女》舞台劇）等。

### 與宅女的區別
有些新聞媒體將「腐女」誤以為是「宅男」的對應詞，把腐女當作女性御宅族介紹。

### 與同人女的區別
同人女本来單純用来指愛好創作同人作品的女性。腐女喜歡由BL的觀點詮釋原創作品，所以會有不少腐女親自繪畫和書寫相關同人作品。但同人女不一定是腐女，腐女亦不一定會進行同人創作。

### 對同性戀的觀點
腐女對於文學作品中的同性戀不見得和其對現實中的男同性戀的態度相同。「喜歡BL作品，但對男同性戀不友善」的腐女有時被稱為「偽腐」。反之，在現實世界中主要只和男同性戀有閨蜜互動的女性，也不見得就會創作或閱讀耽美作品。另外，腐女自己的性向也和是否愛看男男戀作品無關。

## 外部連結
- 腐女出没请保持微笑！ - 南方都市报
- 腐女軍團 - 腐女軍團